# Стратони
Стратони (на гръцки: Στρατώνι, катаревуса Στρατώνιον, Стратонион) е село в Република Гърция, част от дем Аристотел, област Централна Македония, с 1174 жители (2001).

## География
Селото е разположено в източната част на Халкидическия полуостров, на брега на Йерисовския залив, в подножието на планината Пиявица (Стратонико).

## История

### Античност и Средновековие
Човешката дейност в района започва около 600 година пр. Хр. Открити са находки от римската епоха, най-важното е хероон (гробница) от края на I век пр Хр. От това са и две статуи – на мъж и на жена, известната „Госпожа от Стратони“, които сега са изложени в музея в Полигирос. Археологическите разкопки от 1962 година показват, че селището е построено на мястото на античния Стратоники, град споменат от Клавдий Птолемей.
Северно от селището в местността Зепко, която има отличен плаж, има разкрита раннохристиянска базилика.

### В Османската империя
Появата на селището Стратони датира от края на XIX век и е тясно свързан с минната дейност. Богатите рудни находища, известни още от древността и византийски времена, са основният източник на богатството на селото. Стратони играе ролята на пристанище на съседното Извор (днес Стратоники). Населението му нараства значително с бежанци, които са заселени тук след гръцката катастрофа в Гръцко-турската война (1919-1922). През 1932 година селото е претърпява големи щети от Йерисовското земетресение, но през следващите няколко години почти изцяло е възстановено.
| Име      | Име      | Ново име | Ново име | Описание |
| -------- | -------- | -------- | -------- | -------- |
| Бугари   | Μπουγαρί | Врахаки  | Βραχάκι  |          |
| Тепозита | Τεπόζιτα | Апотики  | Άποθήκη  |          |